# Sundsvalls gymnasiiförbund

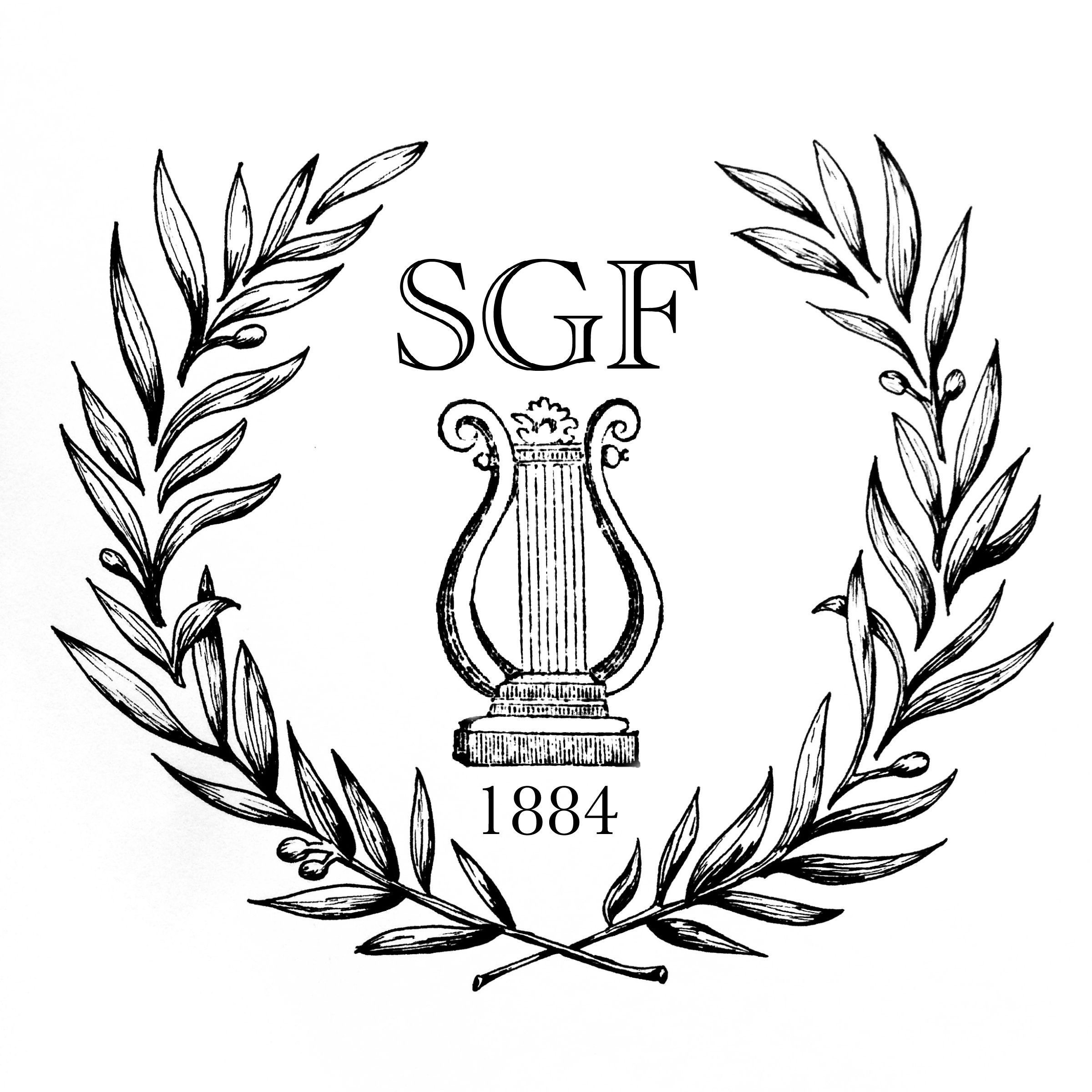
Sundsvalls gymnasiiförbunds emblem

Sundsvalls Gymnasiiförbund (SGF)  är ett litterärt förbund som bildades den 11 september år 1884 av manliga elever på Högre Allmänna Läroverket i Sundsvall, numera Hedbergska Skolan. Enligt stadgarna kan endast manliga elever från Hedbergska Skolan accepteras som medlemmar i förbundet. Förbundet anordnar två intagningar per läsår, där ungefär sex elever från varje årskull tas in totalt. SGF har även ett systerförbund, Sundsvalls Flickors Gymnasiiförbund (SFGF). 
Sundsvalls Gymnasiiförbund utgav en tidskrift "Nya Gymnasisten" med ett antal av 7 nummer per läsår, vilket endast var tillgänglig för förbundets medlemmar. Emellertid offentliggjordes de bästa av tidningsbidragen i "Norrskenet" (1898–1928), gemensam tidskrift för Norrlands gymnasii-förbund, vars redigering i tur och ordning handhades av de olika förbunden. Tidningen "Nya gymnasisten" kom sedan att bli till det som nu är känt som "Vårt Forum". Den innehåller mer eller mindre seriösa reportage, artiklar och kuriosa kring hur året varit för elever i Sundsvalls gymnasieskolor.      